# Баженов, Иван Александрович
Иван Александрович Баженов (12 октября 1846, Кирсанов, Тамбовская губерния — 27 октября 1915, Петроград) — журналист, редактор газет «Свет» и «Финляндская газета», деятель русского национального и монархического движения.

## Биография

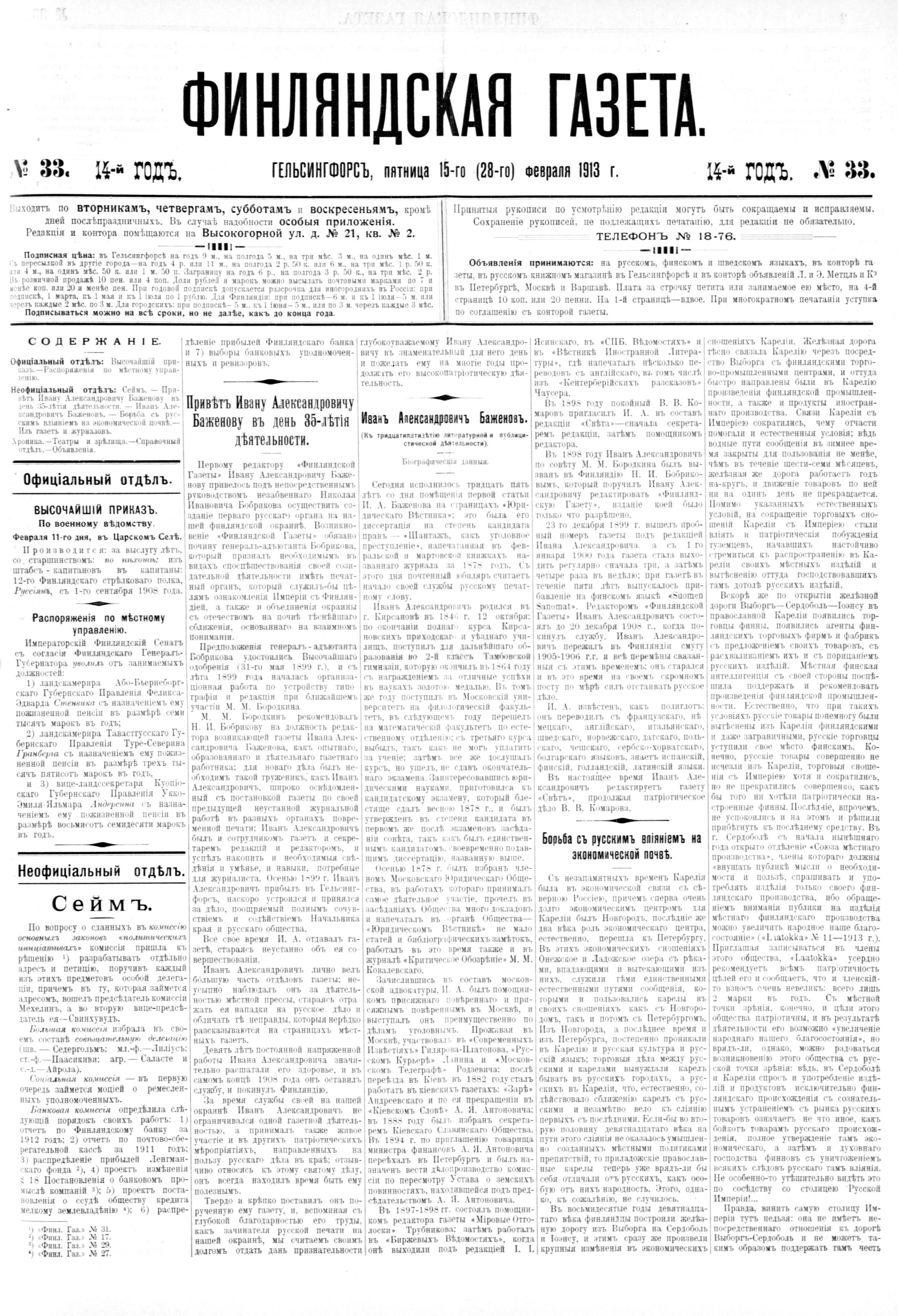
Финляндская газета, Статья «К 35-летию литературно-публицистической деятельности И. А. Баженова»

Родился в Тамбовской губернии. Окончив с золотой медалью Тамбовскую гимназию, поступил на историко-филологический факультет Московского университета, затем перешёл на естественно-исторический, ещё позднее — на юридический, но университетского курса не окончил по недостатку средств. Только через 10 лет в 1878 сдал экстерном государственный экзамен и защитил кандидатскую диссертацию «Шантаж, как уголовное преступление», после чего был принят в присяжные поверенные.
 В том же 1878 был избран членом Московского юридического общества, активно участвовал в заседаниях Общества и опубликовал много статей в печатном органе общества — «Юридический вестник».
Работал юристом и журналистом в Москве, печатался в изданиях «Современные известия» Н. П. Гилярова-Платонова, «Русский Курьер» Н. П. Ланина, «Московский телеграф» И. И. Родзевича. В 1882 переехал в Киев, где работал в газетах «Заря» П. А. Андреевского и «Киевское слово» А. Я. Антоновича, был избран секретарем Киевского Славянского Общества.
В 1894 по приглашению А. Я. Антоновича переехал в Петербург, где был назначен секретарем комиссии по пересмотру Устава о земских повинностях Министерства финансов.
В 1897—1898 годах работал журналистом в петербургских газетах, помощник редактора газеты «Мировые отголоски» К. В. Трубникова, публиковался а газетах «Биржевые ведомости» Ясинского, «Санкт-Петербургские ведомости» и «Вестник иностранной литературы», где напечатал несколько переводов с английского в том числе из Кентерберийских рассказов Джефри Чосера.
В 1898 по приглашению В. В. Комарова вошёл в состав редакции газеты «Свет» — сначала секретарем редакции, затем помощников редактора. В том же году по совету М. М. Бородкина был вызван в Финляндию Н. И. Бобриковым, который поручил ему редактировать «Финляндскую газету» после принятия решения о её создании.
В 1900—1908 годах был редактором «Финляндской газеты», где проводил политику сближения финляндской окраины с Империей. После завершения работы в Финляндской газете (20 декабря 1908), снова приглашен В. В. Комаровым в газету «Свет». С ноября 1913 был редактором «Света», печатался в это время также в респектабельных правых изданиях «Новое время» и «Голос Москвы».
Был активным участником русского национального движения, являясь деятельным членом Всероссийского Национального Клуба и Всероссийского Национального Союза (ВНС), а также Галицко-русского благотворительного общества. В 1911 был в числе разработчиков (наряду с В. М. Пуришкевичем, Г. Г. Замысловским, А. Л. Гарязиным и Н. О. Куплевасским) важного документа правых — Докладной записки русско-национальных монархических организаций на имя В. Н. Коковцова, только что назначенного председателем правительства после убийства П. А. Столыпина. В записке правые предостерегали нового премьера от уступок инородческим притязаниям и излагали свои пожелания по еврейскому, финляндскому и польскому вопросам. С января 1912 стал членом Русского Собрания (РС), принимал активное участие в обсуждении докладов, в декабре 1912 выступал с докладом на тему «О Балканских событиях». Сотрудничал с Русским Народным Союзом имени Михаила Архангела (РНСМА), был членом ряда комиссий Союза (по выработке обращения к Русскому Народу в связи с «делом епископа Гермогена», по составлению книг к 300-летию Дома Романовых и «Памятки монархистам», по разбору имеющихся на книжном рынке учебников). В феврале 1912 избран членом Устроительного Совета Всероссийских Съездов, принимал участие в заседаниях Четвёртого Всероссийского Съезда Союза Русского Народа в Петербурге 13—15 мая 1912 и Пятого Всероссийского Съезда Русских Людей в Петербурге 16—20 мая 1912. В журналисткой среде имел репутацию поборника идей национализма и величия России.